# Морозов, Николай Ефимович
Никола́й Ефи́мович Моро́зов (3 декабря 1929, Семипалатинск, Казакская АССР, РСФСР, СССР — 5 марта 2012, Москва, Россия) — советский партийный и государственный деятель. Первый секретарь Целиноградского обкома КП Казахстана (1978—1986). Герой Социалистического Труда (1966).

## Биография

Могила Морозова на Троекуровском кладбище Москвы.

Окончил автодорожный и сельскохозяйственный техникумы. Трудовую деятельность начал мастером инструментального цеха на Семипалатинском метизно-фурнитурном заводе, затем работал мастером машинно-тракторной мастерской в совхозе. Член КПСС с 1953 года.
В 1953 году после службы в Советской армии избран первым секретарём Новошульбинского райкома ВЛКСМ, в дальнейшем — заместителем заведующего отделом Семипалатинского обкома компартии Казахстана.
После того как в 1962 году Н. Е. Морозов окончил Алма-Атинскую высшую партийную школу, его избрали первым секретарём Урджарского райкома КПК.
В 1966—1970 годах работал секретарём Семипалатинского обкома КП Казахстана. В 1966 году Указом Президиума Верховного Совета СССР Н. Е. Морозову за добросовестный и самоотверженный труд присвоено звание Героя Социалистического Труда с вручением ордена Ленина и золотой медали «Серп и Молот».
С апреля 1970 по апрель 1978 года находился на посту первого секретаря Семипалатинского обкома Компартии Казахстана.
4 апреля 1978 года избран первым секретарём Целиноградского обкома КП Казахстана, которым оставался до выхода на пенсию 1 сентября 1986 года.
Член Центральной ревизионной комиссии КПСС (1976—1981), кандидат в члены ЦК КПСС (1981—1986).
Делегат XXIV, XXV, XXVI съездов КПСС. Депутат Совета Союза Верховного Совета СССР 8—11-го созывов (1970—1989) от Целиноградской области.
После выхода на пенсию проживал в Москве. В последние годы написал и издал несколько книг (мемуары, размышления о политике СССР и России постсоветского периода): «Взгляд в прошлое», «Большие перемены».
Скончался 5 марта 2012 года в Москве. Похоронен на Троекуровском кладбище.

## Награды
- Герой Социалистического Труда (1966).